# Thad McCotter
Thaddeus George "Thad" McCotter (nacido el 22 de agosto de 1965) es un político estadounidense. Actualmente es Miembro de la Cámara de Representantes por el 11.º Distrito de Míchigan.
McCotter nació en Livonia, Míchigan y se graduó en 1983 del colegio Detroit Catholic Central High School en Redford, y recibió el grado de licenciado en Artes de la Universidad de Detroit Misericordia en 1987 y un juris doctor de la misma universidad en 1990. Tenía una firma de abogados privada antes de ser electo para la Comisión de Wayne County, Míchigan en 1992.
- Datos: Q977920
- Multimedia: Thad McCotter / Q977920